# دستکاری نهایی
دستکاری نهایی (انگلیسی: The Finishing Touch) یک فیلم کوتاه کمدی آمریکایی است که در سال ۱۹۲۸ منتشر شد.

## بازیگران
- استن لورل
- اولیور هاردی
- دورتی کابرن
- ادگار کندی
- سام لافکین